# Salacca zalacca
Il salak (Salacca zalacca (Gaertn.) Voss, 1895) è una specie di palma appartenente alla famiglia Arecaceae.

## Descrizione
È una palma di limitata altezza, ma con foglie lunghe fino a 6 metri, cosicché queste spesso ricadono verso il suolo, le foglie hanno piccioli eretti lunghi fino a due metri, molto spinosi (spine lunghe fino a 15 cm), le foglie sono pennate.

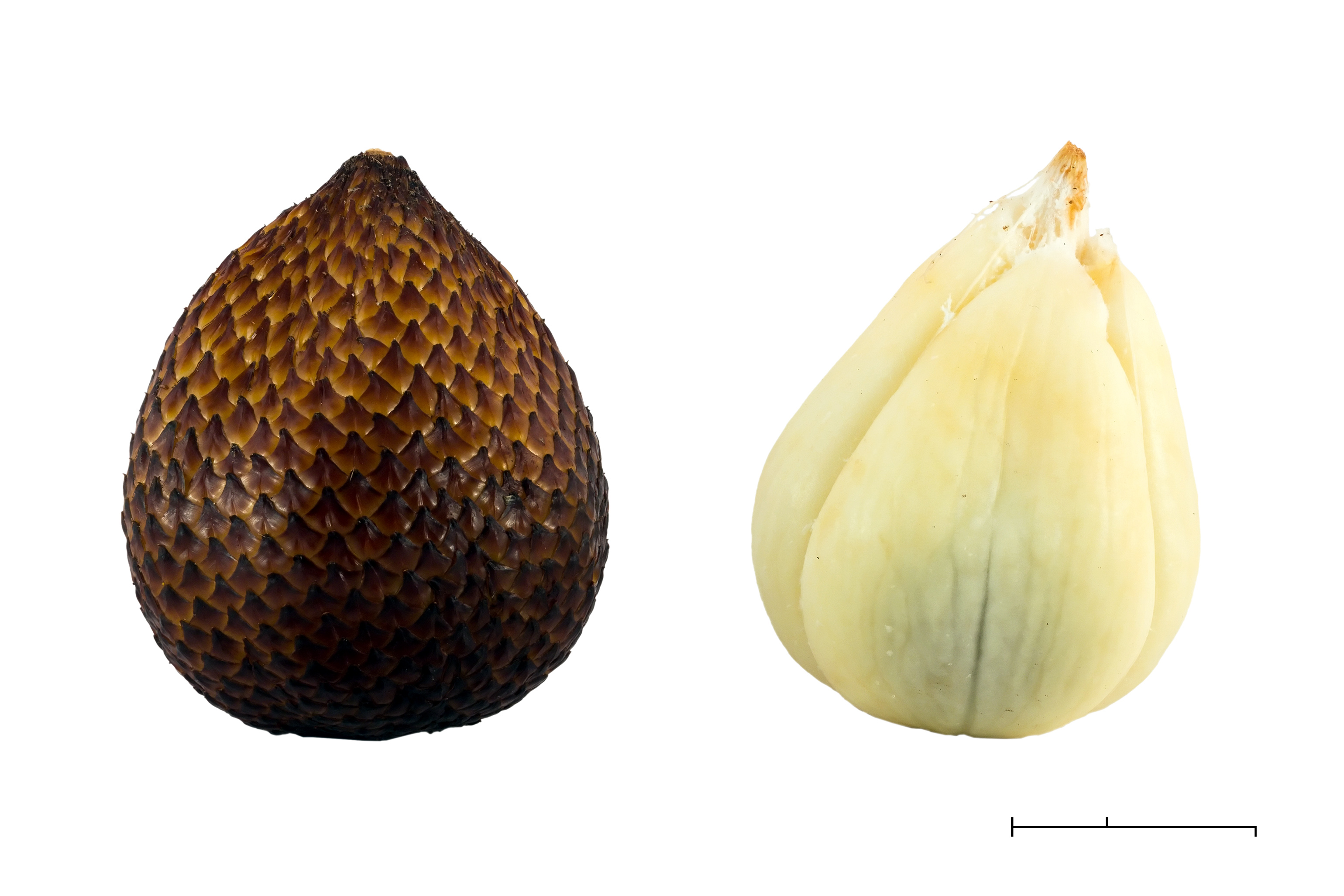
Frutti

I frutti sono anche conosciuti come "frutti di serpente" a causa della buccia squamosa bruno-rossastro, che sembra imitare la pelle del serpente.
I frutti hanno circa le dimensioni e la forma di un grosso fico maturo, ma con la punta in alto, i frutti nascono a grappoli alla base dei piccioli fogliari. Data la spinosità dei piccioli la raccolta è difficile.
La polpa è commestibile. Il frutto può essere sbucciato pelandolo dalla punta.
Il frutto all'interno è costituito da tre lobi contenenti un grande seme non commestibile. I lobi assomigliano, ed hanno la consistenza di grandi spicchi d'aglio. Il sapore è solitamente dolce, talvolta con un tono astringente, ma la loro consistenza può variare dalla consistenza secca e friabile (salak pondoh di Yogyakarta) a quella umida e croccante (salak di Bali).

## Distribuzione e habitat
È nativo delle isole di Giava e di Sumatra, in Indonesia, ma viene coltivato anche in altre regioni indonesiane e quindi cresce anche a Bali, Lombok, Timor, Maluku, e Sulawesi.
La palma salak è tipica in natura dei suoli umidi, e delle sponde fluviali delle piane costiere indonesiane.

## Coltivazione
L'albero di salak è coltivato in tutto l'arcipelago indonesiano, dove vi sono almeno 30 cultivar, la maggior parte delle varietà coltivate hanno sapore dolce con una sfumatura di astringenza. 
Le due cultivar più note sono la Salak pondoh della provincia di Yogyakarta (trovata negli anni '80), e la Salak Bali dell'isola di Bali.
La coltivazione della palma salak è in estensione ed è legata alla distribuzione di consumo dei frutti verso le città, con una particolare connotazione alla distribuzione per il turismo, (mercati etnici, ristoranti, alberghi), dato il suo aspetto esotico che è esclusivo della Indonesia.
Il frutto del salak gula pasir, noto anche come "salak sugar" (salak-zucchero), è noto per la sua eccellente succosità e dolcezza. Il succo può essere fermentato e produce il "vino di Salak" con una gradazione alcolica fino a 13,5 gradi volumetrici, quindi simile al vino tradizionale ottenuto da uve.